# Мойсов, Даниэл
Даниэл Мойсов (макед. Даниел Мојсов; 25 декабря 1987 года, Кавадарци) — македонский футболист, играющий на позиции центрального защитника. Ныне выступает за кипрский клуб АЕК из Ларнаки. Младший брат футболиста Джёрджи Мойсова (род. 1985).

## Клубная карьера
Даниэл Мойсов начинал свою карьеру футболиста в клубе македонской Третьей лиги «Тиквеш». В 2006 году он перешёл в клуб Первой лиги «Македония». Вскоре Мойсов стал ключевым игроком защиты этой команды, получив также вызов в сборную. Во многом благодаря игре Мойсова «Македония» в сезоне 2008/09 пропустила всего 15 мячей в 30 турах чемпионата и впервые в своей истории стала чемпионом страны. В 2010 году Мойсов недолгое время провёл в «Вардаре», а затем перешёл в «Войводину». В мае 2013 года он подписал контракт с норвежским клубом «Бранн». После вылета «Бранна» из Типеллиги по итогам сезона 2014 македонец перешёл в бельгийский «Льерс». Первую половину сезона 2015/16 Мойсов отыграл за клуб турецкой Первой лиги «Адана Демирспор». В январе 2016 года он подписал контракт с кипрской командой АЕК из Ларнаки.

## Карьера в сборной
19 ноября 2008 года Даниэл Мойсов дебютировал за сборную Македонии, выйдя на замену после перерыва в товарищеском матче со сборной Черногории.

## Достижения
«Македония»
- Чемпион Македонии: 2008/09